# À Valparaíso
Pour les articles homonymes, voir Valparaiso (homonymie).
Pour plus de détails, voir Fiche technique et Distribution.
À Valparaíso est un film documentaire franco-chilien réalisé par Joris Ivens, sorti en 1965.

## Synopsis
Film documentaire sur la ville de Valparaíso, sa géographie, son histoire, son développement urbain.

## Fiche technique
- Titre : À Valparaíso
- Réalisation : Joris Ivens, assistant : Sergio Bravo
- Scénario : Chris Marker (texte)
- Production : Anatole Dauman et Philippe Lifchitz
- Musique : Gustavo Becerra et Germaine Montéro (chanson Nous irons à Valparaiso)
- Photographie : Georges Strouvé, assistant : Patricio Guzmán
- Montage : Jean Ravel
- Pays d'origine :  France,  Chili
- Format : Couleurs - 1,37:1 - Mono - 35 mm
- Genre : Documentaire
- Durée : 27 minutes
- Date de sortie : 1963

## Distribution
- Roger Pigaut : narrateur